# Négociation raisonnée
La négociation raisonnée est un mode de négociation commerciale ou non commerciale élaboré par des enseignants de Harvard, Roger Fisher et William Ury. Elle est utilisée dans le cadre de la gestion des conflits.
Elle se résume de la façon suivante : faire l'intersection entre les besoins de l'ensemble des parties prenantes, choisir ensemble la solution qui avantage le mieux l'ensemble des parties.
Les partenaires se concentrent sur le fait de trouver des intérêts communs afin de trouver un accord rationnel sur la base de critères objectifs.

## Principes de la négociation raisonnée
La négociation raisonnée repose sur la déclinaison de quatre principes :
- Traiter de façon séparée les questions de personnes (les dimensions relationnelles) et l'enjeu des discussions (le problème) ;
- Se concentrer sur les intérêts en jeu et non sur les positions (les revendications premières) ; pas de négociation sur des positions ;
- Explorer collectivement plusieurs pistes de solution ;
- Rechercher une entente basée sur des critères objectifs et vérifiables.

À long terme, la négociation basée sur le rapport gagnant-gagnant est privilégié. L’objectif est de trouver un accord en fonction des intérêts des deux parties.

## Origine de la négociation raisonnée
La négociation raisonnée a été élaborée par une équipe de professeurs de Harvard. Elle est présentée comme une alternative aux pratiques courantes de négociation commerciale, avec des applications dans des relations conflictuelles.